# Reisverzekering
Een reisverzekering is een verzekering tegen schade die wordt opgelopen tijdens reizen. Doorgaans dekt een reisverzekering alleen vakanties, dus geen zakenreizen. De reisverzekering valt onder de schadeverzekeringen.
Een reisverzekering dient primair als aanvulling op de reeds afgesloten verzekeringen, met name de zorgverzekering, inboedelverzekering en autoverzekering. De reisverzekering biedt alleen dekking wanneer er op de eerder afgesloten verzekeringen geen dekking is.

## Soorten reisverzekeringen
Reisverzekeringen bestaan in alle soorten en maten. De meest voorkomende vormen worden hier besproken. Verderop in dit artikel wordt ingegaan op omvang van de dekking.

### Aflopende reisverzekering
Deze verzekering wordt afgesloten voor de duur van één vakantie. De dekking vangt aan op de ingangsdatum van de verzekering, maar niet eerder dan dat met de reis is aangevangen. De dekking eindigt op de overeengekomen einddatum of bij eerdere thuiskomst.

### Doorlopende reisverzekering
Een doorlopende reisverzekering is een verzekering die het hele jaar van kracht is. Bij elke reis die de verzekerde maakt, is er automatisch dekking. De dekking vangt aan op het moment dat de verzekerde met zijn reis begint en eindigt bij thuiskomst. Overigens dient de verzekerde bij een reis in Nederland altijd een boekingsbevestiging te kunnen overhandigen.

### Langer of anders op reis dan standaard?
Speciaal voor reizen met een langdurig karakter zijn er enkele verzekeraars die een speciale verzekering hebben ontwikkeld. In tegenstelling tot de 'gewone' reisverzekering bieden deze verzekeringen ook dekking bij bijvoorbeeld een werkvakantie of stagereis.

### Annuleringsverzekering
Een annuleringsverzekering biedt dekking voor de annuleringskosten wanneer de reis niet door kan gaan, of vergoedt (een deel van) de reissom bij het afbreken van de vakantie. De annulering of afbreking wordt alleen vergoed indien de oorzaak met name in de polisvoorwaarden staat genoemd. Ook van de annuleringsverzekering bestaan een aflopende en doorlopende variant.
Vooral vlak na de Covid-periode werden steeds meer vluchten geannuleerd vanwege een personeelstekort. Doordat luchthavens langer gesloten waren tijdens de epidemie was er een leegloop van personeel. Nog steeds anno 2023 zijn de personeelstekorten niet opgelost, en worden vluchten geannuleerd of hebben te kampen met een vertraging. Dit wordt vaak niet vergoed door een reis- of annuleringsverzekering. Wel heeft de reiziger recht op een schadevergoeding, een andere vlucht of extra verzorging.

#### Dekking annuleringsverzekering
Een samenvatting van de doorgaans gedekte gebeurtenissen, voor zover deze genoemd worden in de polisvoorwaarden:
- Overlijden, ernstige ziekte of ernstig ongevalletsel van verzekerde.
- Overlijden, ernstige ziekte of ernstig ongevalletsel van familieleden in de 1e of 2e graad of huisgenoten van verzekerde.
- Zwangerschap van verzekerde of partner.
- Materiële beschadiging van eigendom van verzekerde, zijn huurwoning of het bedrijf waar hij werkt, waardoor zijn aanwezigheid dringend nodig is.
- Het door verzekerde onverwacht ter beschikking krijgen van een huurwoning of onverwachte oplevering van een koopwoning, maar niet eerder dan 30 dagen voor aanvang en niet later dan 30 dagen na het einde van de reis.
- Een medisch noodzakelijke ingreep die verzekerde, zijn partner of een bij hem inwonend kind onverwacht kan ondergaan.
- Overlijden, ernstige ziekte of ernstig ongevalletsel van in het buitenland woonachtige personen, waardoor het voorgenomen logies van verzekerde bij deze personen niet mogelijk is.
- Het door verzekerde op medisch advies niet kunnen ondergaan van een voor de reis verplichte inenting.
- Werkloosheid van verzekerde als gevolg van een onvrijwillig ontslag.
- Na werkloosheid van verzekerde, waarvoor een uitkering werd genoten, aanvaarden van een dienstbetrekking van minimaal 20 uur per week, voor de duur van minstens een half jaar of voor onbepaalde tijd, die zijn aanwezigheid voor de vervulling daarvan ten tijde van de reis nodig maakt.
- Definitieve ontwrichting van het huwelijk van verzekerde.
- Het, buiten de schuld van verzekerde om, onverwacht niet verkrijgen van een benodigd visum.
- Het uitvallen van het door verzekerde te gebruiken privévervoermiddel waarmee de buitenlandse reis zou worden gemaakt.
- (verergering van een bestaande) ziekte of ongevalletsel van een familielid in 1e graad, die daardoor dringend zorg nodig heeft van verzekerde en niemand anders dan verzekerde deze zorg kan verlenen.
- Verlies of diefstal van voor de reis noodzakelijke reisdocumenten van verzekerde op de dag van vertrek.

## Verzekerde personen
De reisverzekering biedt dekking voor de reizen van de verzekerden. Wie er verzekerd zijn, staat op het polisblad vermeld. Doorgaans heeft men de keuze uit drie groepen:
- Alleenstaande. Dekking voor één persoon.
- Eén volwassene met kinderen of twee volwassenen, waarbij opgemerkt dient te worden dat kinderen doorgaans zijn verzekerd zolang zij thuiswonend zijn. Een aantal verzekeraars breidt dit uit met voor studie uitwonende kinderen.
- Gezin, met dezelfde opmerking over kinderen.

## Dekkingsgebied
Doorgaans heeft men de keuze uit twee dekkingsgebieden: Europa en Wereld. Bij aflopende reisverzekeringen kan soms ook voor Nederland gekozen worden. Onder Europa wordt verstaan: alle landen in Europa, met inbegrip van Rusland, Turkije en alle landen rond de Middellandse Zee.

## Dekking reisverzekering
De reisverzekering kent doorgaans een basisdekking die naar keuze uitgebreid kan worden met één of meer aanvullende dekkingen. De omvang van de basisdekking kan enorm van verzekeraar tot verzekeraar verschillen.

### Zakelijke reizen
De basisreisverzekering kan zakelijke reizen uitsluiten van dekking.

### Bagage
Bagage is de meest bekende rubriek. De bagage is gedekt tegen nagenoeg elke gebeurtenis. Bij doorlopende reisverzekeringen geldt doorgaans een eigen risico van ongeveer € 50,00. De bagage is tegen premier-risque verzekerd tegen een vast maximumbedrag, meestal circa € 2.500,00. In de voorwaarden is de bepaling opgenomen dat diefstal van bagage alleen wordt vergoed wanneer de 'normale voorzichtigheid' in acht is genomen.

### Extra kosten
Deze rubriek dekt de extra kosten die de verzekerde moet maken bij ziekte, ongeval of overlijden van de verzekerde zelf, een reisgenoot of een familielid. Hierbij kan onder meer worden gedacht aan extra verblijfkosten (door ziekte kan men niet naar huis) of extra reiskosten (door ziekte van een familielid moet de vakantie worden afgebroken en een duurdere vlucht worden geboekt), een gipsvlucht naar huis of een helikopterredding.

### Geneeskundige kosten
Nog meer dan de al omschreven rubrieken is de rubriek geneeskundige kosten een aanvulling op reeds lopende verzekeringen, in dit geval een zorgverzekering. Het hebben van een Nederlandse zorgverzekering is zelfs verplicht om deze rubriek te kunnen verzekeren. De zorgverzekering kent in het buitenland een beperkte dekking. Vanuit de basisverzekering is de vergoeding gemaximeerd op de in Nederland gebruikelijke tarieven. In de aanvullende verzekeringen wordt dit vaak uitgebreid tot 200% van de Nederlandse tarieven.
Het verzekeren van de rubriek geneeskundige kosten breidt de dekking van de zorgverzekering uit tot een ongelimiteerde dekking. Dat is nodig omdat de zorgkosten in Nederland door overheidssubsidies relatief laag zijn. In het buitenland kunnen de tarieven voor een medische behandeling fors afwijken van het Nederlandse tarief. Voor sommige behandelingen geldt in het buitenland zelfs een tienvoud van het Nederlandse tarief.

### Wintersport / bijzondere sporten
Het beoefenen van wintersport en een aantal gevaarverhogende andere sporten (zoals paragliding, raften, abseilen en bergbeklimmen) is bij sommige verzekeraars uitgesloten. Dit betekent dat eventuele schade tijdens het beoefenen van de uitgesloten sport de verzekering geen dekking biedt. In dit geval kan het meeverzekeren van de rubriek wintersport uitkomst bieden.

### Geld
Geld is op de rubriek bagage doorgaans uitgesloten. Vroeger was dit een belangrijke dekking, en heette toen nog ‘Geld en Cheques’. Sinds de invoering van de betaalkaart en het afschaffen van de cheques is het belang veel minder groot. Doorgaans neemt men tenslotte veel minder contant geld mee. Travelercheques zijn standaard al verzekerd bij de aankoop. De dekking voor geld is doorgaans gemaximeerd op ongeveer € 500,00.

### Automobilistenhulp
Deze rubriek biedt dekking voor personenauto’s, kampeerauto's, motoren en scooters. Deze rubriek dekt onder meer het uitbetalen van arbeidsloon bij een reparatie langs de weg, het toezenden van onderdelen en de huurkosten van een gelijkwaardig vervoermiddel, wanneer niet verder gereden kan worden. Niet gedekt zijn de onderdelen zelf.

### Ongevallen
De rubriek ongevallen voorziet de verzekerde of diens nabestaanden van een eenmalige uitkering bij overlijden of blijvende invaliditeit.

### Rechtsbijstand
Kosten die de verzekerde moet maken voor juridisch advies of juridische bijstand worden vergoed. Deze dekking is vaak een nuttige aanvulling op de rechtsbijstandverzekering, aangezien deze doorgaans alleen binnen de Europese Unie dekking biedt.

## Alarmcentrales
Een verzekerde kan 24 uur per dag een beroep doen op een alarmcentrale. De alarmcentrale helpt de verzekerde met allerhande problemen, zoals het vinden van een ziekenhuis of dokter, het regelen van de reis naar huis bij het onverwacht moeten afbreken van de reis of het vinden van een garage.
Enkele bekende alarmcentrales:
- ANWB Alarmcentrale
- SOS International
- Europ Assistance
- Allianz Global Assistance
- Eurocross Assistance